# 204 a.C.

## Eventos
- Marco Cornélio Cetego e Públio Semprônio Tuditano, cônsules romanos.
- Quinto Cecílio Metelo é nomeado ditador e escolhe Lúcio Vetúrio Filão como seu mestre da cavalaria.
- Décimo-quinto ano da Segunda Guerra Púnica:
  - Batalha de Crotona - Depois de uma vitória parcial, Aníbal é derrotado pelo general Públio Semprônio Tuditano em Brúcio, no sul da Itália.

## Mortes
- ?, Arsínoe III, rainha do Egito (n. 235 a.C.).